# Michał Zych
Michał Zych (Gdynia, 28 mei 1982) is een Pools kunstschaatser.
Zych is actief in het ijsdansen. Zijn vaste sportpartner is Aleksandra Kauc en zij worden gecoacht door Magdalena Olszewska-Lelonkiewicz. Voorheen reed hij onder andere met Agnieszka Szot en Marta Dziobek. Kauc en Zych schaatsen met elkaar sinds 2003.
| records                | punten | datum      | toernooi              |
| ---------------------- | ------ | ---------- | --------------------- |
| Hoogste totaalscore    | 153.03 | 06-09-2003 | Nebelhorn Trophy 2003 |
| Hoogste verplichte kür | 33.16  | 02-09-2004 | Nebelhorn Trophy 2004 |
| Hoogste originele kür  | 47.37  | 03-09-2004 | Nebelhorn Trophy 2004 |
| Hoogste vrije kür      | 79.88  | 06-09-2003 | Nebelhorn Trophy 2003 |

## Belangrijke resultaten
2002 met Marta Dziobek, 2004-2006 Alexandra Kauc.
| Kampioenschap           | 2002  | 2003 | 2004 | 2005 | 2006 |
| ----------------------- | ----- | ---- | ---- | ---- | ---- |
| Olympische Spelen       |       |      |      |      | 21e  |
| Wereldkampioenschap     |       |      | 24e  | 22e  | 19e  |
| Europees Kampioenschap  |       |      | 17e  | 14e  | 16e  |
| Nationaal Kampioenschap | Brons |      | Goud | Goud | Goud |